# Wellow (Hampshire)
Pour les articles homonymes, voir Wellow.
Wellow est un village et une paroisse civile du Hampshire, en Angleterre. Il est situé dans le sud-ouest du comté, à l'orée de la New Forest, bordé par la rivière Blackwater (en) au nord. La ville de Southampton se trouve à 13 km au sud-est. Administrativement, il relève du district de Test Valley. Au recensement de 2011, il comptait 3 308 habitants.
Les deux moitiés du village sont parfois appelées West Wellow et East Wellow, mais elles partagent bien le même conseil municipal.

## Étymologie
Wellow est un nom d'origine celtique, dont la racine pourrait signifier « tortueux » en référence à un cours d'eau des environs. Il est attesté sous la forme Weleve dans le Domesday Book, à la fin du XIe siècle.